# Ерік Ботеак
Ерік Ботеак (фр. Éric Bauthéac, нар. 24 серпня 1987, Баньоль-сюр-Сез) — французький футболіст, півзахисник клубу «Неа Саламіна».
Виступав, зокрема, за клуби «Ніцца», «Лілль» та «Омонія».

## Ігрова кар'єра
Народився 24 серпня 1987 року в місті Баньоль-сюр-Сез.
У дорослому футболі дебютував 2007 року виступами за команду клубу «Канн», в якій провів три сезони, взявши участь у 77 матчах чемпіонату. Більшість часу, проведеного у складі «Канна», був основним гравцем команди.
Протягом 2010—2012 років захищав кольори команди клубу «Діжон».
Своєю грою за останню команду привернув увагу представників тренерського штабу клубу «Ніцца», до складу якого приєднався 2012 року. Відіграв за команду з Ніцци наступні три сезони своєї ігрової кар'єри. Граючи у складі «Ніцци» також здебільшого виходив на поле в основному складі команди.
До складу клубу «Лілль» приєднався 2015 року. За два сезони відіграв за команду з Лілля 41 матч у національному чемпіонаті. Новий тренер «Лілля» Марсело Б'єлса влітку 2017 році оголосив Ботеаку та низці інших гравців, що не розраховує на них та пропонує шукати інший клуб. 7 вересня Ботеак та клуб розірвали угоду за згодою сторін.
Потому гравець виступав в інших чемпіонатах: у 2017—2019 грав у Австралії за «Брисбен Роар», а з літа 2019 є гравцем кіпрської «Омонії».

## Титули і досягнення
- Чемпіон Кіпру (1):

«Омонія»: 2020-21
- Володар Суперкубка Кіпру (1):

«Омонія»: 2021
- Володар Кубка Кіпру (1):

«Омонія»: 2021-22